# Plastynacja
Plastynacja – skomplikowany proces preparacji polegający na usunięciu z tkanek organizmu wody oraz tłuszczów (potrzebnych do rozwoju bakterii gnilnych) i nasyceniu ich odpowiednimi polimerami, co powoduje zatrzymanie ich rozkładu, zachowany zostaje jednak ich kształt i kolor. Powstałe w ten sposób eksponaty są używane jako modele anatomiczne w medycynie, a także w sztuce (wystawy z cyklu Body Worlds).
Proces został opracowany i opatentowany przez niemieckiego anatoma, doktora Gunthera von Hagensa. Osoba lekarza oraz sposób prezentacji wyników jego prac budzi wiele kontrowersji. 
Plastynacji poddano wiele zwłok, głównie ludzi, którzy dobrowolnie zapisali swoje ciała na użytek naukowy. Nie brak jednak oskarżeń, że wykorzystano w ten sposób także ciała więźniów. Prace objęły także zwierzęta. Powstały w ten sposób swego rodzaju rzeźby, przedstawiające np. człowieka oglądającego swoje wnętrzności czy trzymającego własną skórę.

## Opatentowany proces plastynacji
W początkowej fazie procesu zwłoki poddaje się kąpieli w acetonie schłodzonym do temperatury minus 25 stopni Celsjusza. Powoduje to całkowite pozbawienie tkanek wody. Aceton, jako rozpuszczalnik, kolejno zastępujący wodę, następnie rozpuszcza tłuszcz w tkankach i go z nich wypłukuje. W kolejnej fazie zwłoki składuje się w zbiornikach próżniowych, w których aceton zostaje ewakuowany (wyssany) z komórek. Tym sposobem uzyskuje się efekt deficytu objętości komórek. W dalszym procesie plastynacji komórki pozbawione wody i tłuszczu oraz acetonu pod dużym ciśnieniem nasączane są tworzywami sztucznymi (kilkoma odmianami żywic polimerowych, których składu Hagens nie ujawnia). Po zakończeniu procesu nasączania komórek, zależnie od zastosowanej żywicy polimerowej, preparat utwardza się przez podgrzewanie promieniami ultrafioletowymi lub w komorach gazowych z zastosowaniem gazu o utajnionym składzie. Preparat następnie koloruje się barwnikami o również utajnionym składzie. 
Podobne procedury usuwania wody z przedmiotów stosowano już w archeologii podwodnej.